# Zustandsdelikt
Ein Zustandsdelikt ist eine Straftat, deren Tatbestand nur das Herbeiführen eines rechtswidrigen Zustandes umfasst, jedoch nicht dessen Aufrechterhaltung. Gegenstück ist das Dauerdelikt.
In der Regel ist ein Zustandsdelikt bereits dann beendet, wenn die Tat vollendet wird. Diese Unterscheidung ist beim Dauerdelikt z. B. in Bezug auf den Verjährungsbeginn von Bedeutung.

## Beispiele
Um ein Zustandsdelikt handelt es sich beispielsweise bei einem Totschlag (§ 212 StGB): Die Tat ist dann beendet, wenn der rechtswidrige Zustand (Tod des Opfers) hergestellt ist.
Ein weiteres Beispiel ist die Doppelehe (§ 172 StGB): Der Tatbestand umfasst
nur das Herstellen des widerrechtlichen Zustandes (also das Schließen einer Doppelehe), nicht jedoch das Aufrechterhalten dieses Zustandes (also das Führen der Doppelehe). Somit ist die Tat bereits mit der Eheschließung beendet und dauert nicht während der gesamten Ehe fort. Dies führt dazu, dass die Tat gemäß § 78 Abs. 3 Nr. 4 StGB nach fünf Jahren verjährt, selbst wenn die Ehe zu diesem Zeitpunkt noch besteht.